# Цумкве
Цумкве (Juǀʼhoan: Tjumǃkui) ― поселення в регіоні Очосондюупа, розташоване на північному-сході Намібії. Центром виборчого округу Цумкве. Історична столиця Бушменів у Намібії. За даними 2012 року, у поселені мешкало 500 осіб.

## Флора та фауна
Рослинність біля Цумкве помітно зростає, є тенденція до збільшення дикої природи. Зокрема, на території Національного парку Гаудум можна зустріти левів, гепардів, гієн та інших великих ссавців. Регіон відомий завдяки великим зграям диких собак.